# Sebastià Venier
Sebastià Venier (o Veniero) (c. 1496 – 3 de març de 1578) va ser dux de Venècia de l'11 de juny de 1577 al 3 de març de 1578.

## Biografia

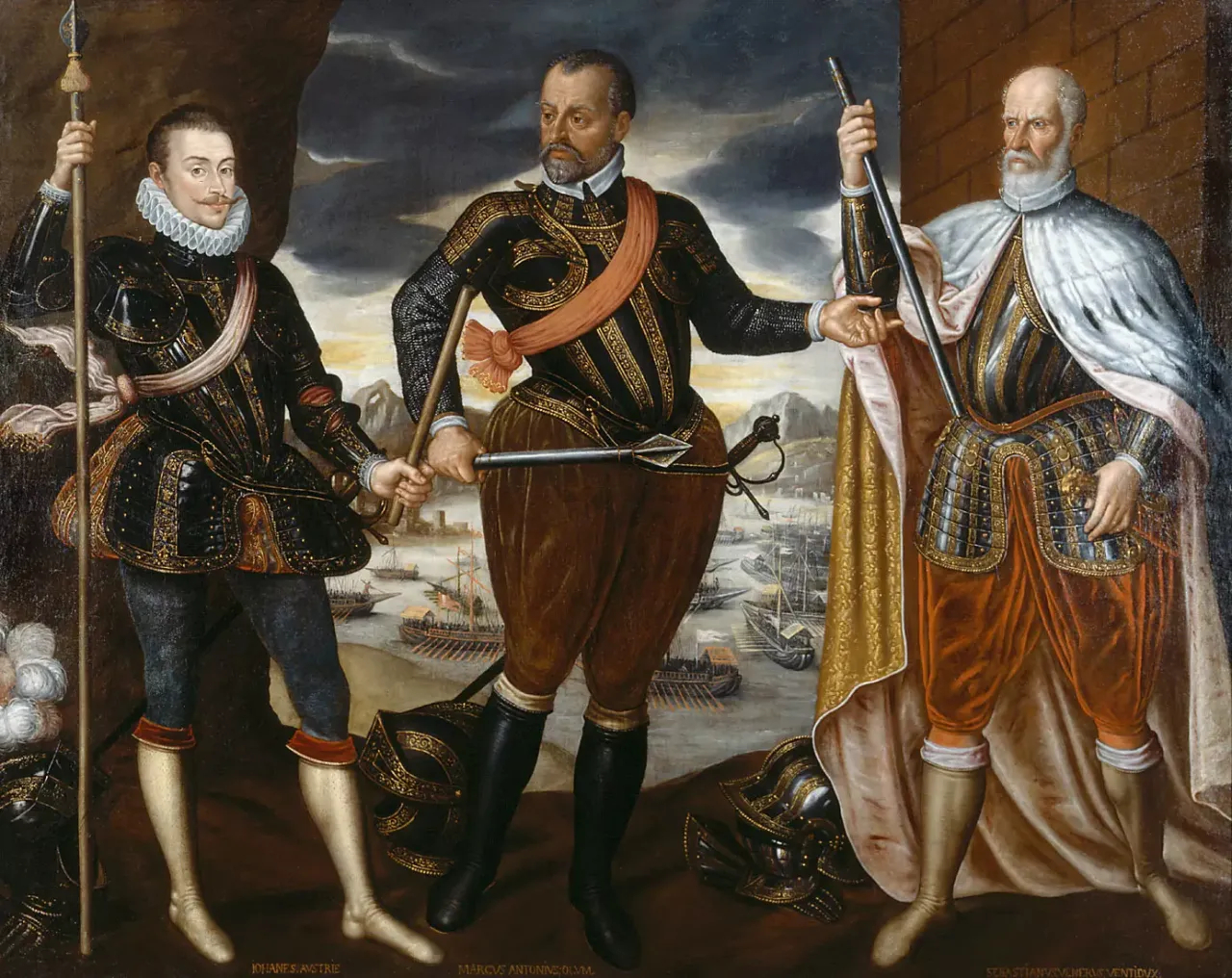
Els vencedors de Lepanto (d'esquerra a dreta: Juan d'Àustria, Marcantonio Colonna i Sebastià Venier)

Venier va néixer a Venècia cap al 1496. Era fill de Moisè Venier i Elena Donà, i nebot de Zuan Francesco Venier, co-senyor de Cerigo. Va ser net patern de Moisé Venier (ca. 1412 - ca. 1476). Descendia de Pietro Venier, governador de Cerigo, i la seva esposa.

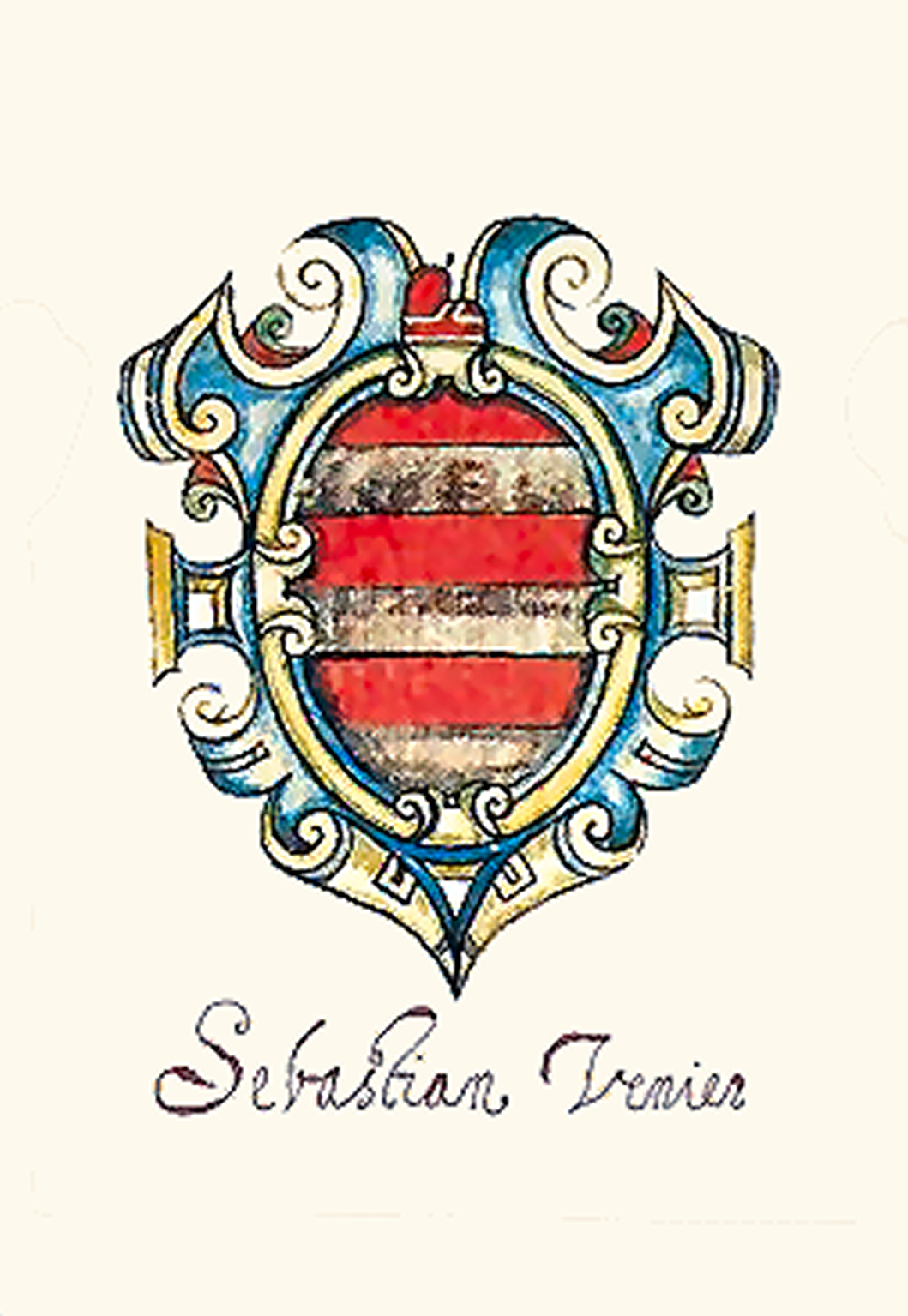
Escut d'armes de Sebastià Venier.

Va treballar com a advocat des d'una edat molt primerenca, encara que sense tenir-ne cap qualificació formal, i més tard va ser administrador del govern de la República de Venècia. En 1570 va ser procurador i, al desembre del mateix any, capitano generale da mar ("almirall en cap") de la flota veneciana en la guerra contra l'imperi otomà.
Va ser comandant del contingent venecià en la batalla de Lepant (7 d'octubre de 1571), en la que la Lliga Santa va derrotar decisivament els turcs. Després de la pau va tornar a Venècia com algú molt popular, i en 1577, a l'edat de 81 anys, va ser elegit dux per unanimitat 
Es va casar amb Cecilia Contarini, que li va donar una filla, Elena Venier, i dos fills. Un dels seus fills, Francisco Venier, va anar a França.

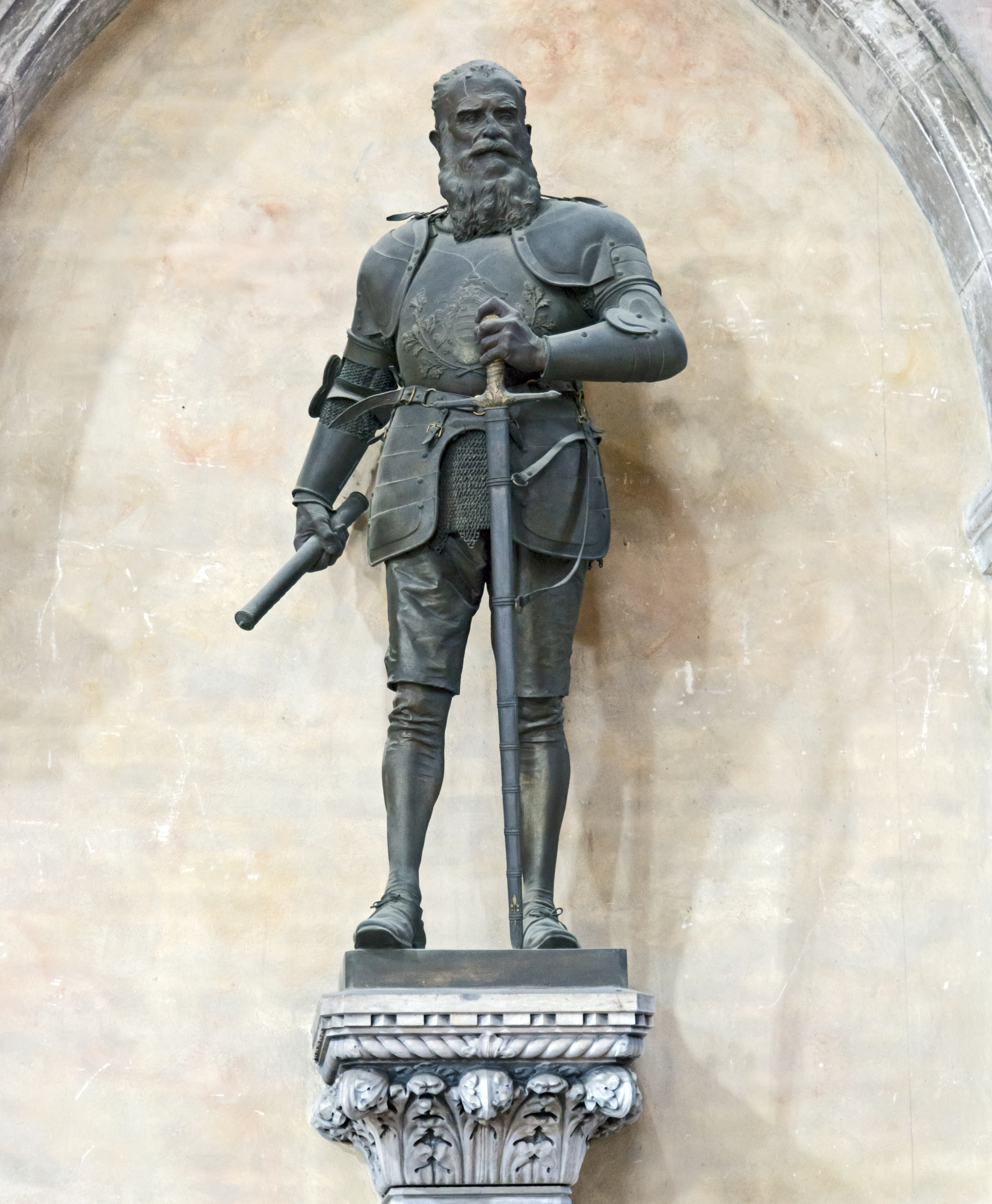
Estàtua funerària en la Basílica de Santi Giovanni i Paolo

Sebastià Venier va morir el 1578, afligit de problemes de cor, després d'un foc que va danyar greument el Palau del Dux de Venècia. Va ser enterrat en la Basílica de Santi Giovanni i Paolo, un tradicional lloc d'enterrament dels dux.